# Loïc Gasch
Loïc Gasch (* 14. August 1994 in Sainte-Croix VD, Kanton Waadt) ist ein Schweizer Leichtathlet, der sich auf den Hochsprung spezialisiert hat. 2022 gewann er die Silbermedaille bei den Hallenweltmeisterschaften in Belgrad.

## Leben
Loïc Gasch stammt aus Sainte-Croix im Schweizer Kanton Waadt. Er begann bei der FSG Le Château mit der Leichtathletik und wechselte anschliessend zu US Yverdon.

## Sportliche Laufbahn
Gasch sammelte im Jahr 2011 erste internationale Erfahrung, als er in Trabzon am Europäischen Olympischen Jugendfestival teilnahm, wobei er im Hochsprung den siebten Platz belegte. Im selben Jahr wurde er in der Halle und in der Freiluft Schweizer U18-Meister. Ein Jahr darauf gewann er ebenfalls in der Halle und in der Freiluft bei den Schweizer U20-Meisterschaften. 2013 gewann Gasch mit neuer Bestleistung von 2,12 m die Silbermedaille bei den Schweizer Hallenmeisterschaften. Ein Jahr darauf wurde er bei den gleichen Meisterschaften erstmals Schweizer Meister. Seitdem gewann er auch in den Jahren 2015, 2016 und 2020 die nationalen Hallenmeistertitel. 2015 trat er im Juli bei den U23-Europameisterschaften in Tallinn an, verpasste mit übersprungenen 2,10 m allerdings den Einzug in den Final. Ende August siegte er erstmals bei den Schweizer Freiluftmeisterschaften. Seitdem gewann er diese Titel auch in den Jahren 2016, 2017 und 2019. 2017 übersprang er bei den Schweizer Meisterschaften erstmals die Marke von 2,26 m. 2018 war er für die Europameisterschaften in Berlin qualifiziert. Bei denen zog er in den Final ein, den er auf dem zehnten Platz beendete.
Anfang Januar 2020 übersprang Gasch in Herzebrock-Clarholz 2,27 m und stellte damit eine neue persönliche Hallenbestleistung auf. Im Sommer infizierte er sich mit dem SARS-CoV-2-Virus. Er musste mehr als sechs Wochen pausieren, da er aufgrund der Krankheit an einer Lungeninfektion sowie an einer Leber- und Muskelentzündung litt. 2021 verzichtete er aufgrund einer Innenbandverletzung am linken Fuss als Vorsichtsmassnahme auf eine Teilnahme an den Halleneuropameisterschaften. Anfang Mai verbesserte er in Lausanne mit 2,33 m den 1981 aufgestellten Schweizer Freiluft-Rekord von Roland Dalhäuser um zwei Zentimeter. Damit setzte er sich zu jenem Zeitpunkt an die Spitze der Weltjahresbestenliste und qualifizierte sich zudem für die Olympischen Sommerspiele in Tokio. In Tokio versäumte er es mit übersprungenen 2,21 m, die erforderliche Höhe für den Einzug in den Final zu erreichen, wodurch er vorzeitig ausschied. 2022 trat er im Frühjahr bei den Hallenweltmeisterschaften in Belgrad an. Mit übersprungenen 2,31 m stellte er einen neuen Schweizer Nationalrekord auf und feierte mit dem Gewinn der Silbermedaille seinen grössten sportlichen Erfolg.
Im Sommer 2022 nahm Gasch an seinen ersten Weltmeisterschaften teil. Er übersprang 2,21 m in der Qualifikation, womit er als 22. den Einzug in den Final deutlich verpasste. 2023 startete er in Istanbul zum ersten Mal bei Halleneuropameisterschaften. Dort erreichte er den Final, den er als Siebter beendete.

## Wichtige Wettbewerbe
| Jahr                | Veranstaltung                           | Ort                 | Platz               | Disziplin           | Höhe                |
| Startet für Schweiz | Startet für Schweiz                     | Startet für Schweiz | Startet für Schweiz | Startet für Schweiz | Startet für Schweiz |
| ------------------- | --------------------------------------- | ------------------- | ------------------- | ------------------- | ------------------- |
| 2011                | Europäisches Olympisches Jugendfestival | Trabzon             | 7.                  | Hochsprung          | 2,00 m              |
| 2015                | U23-Europameisterschaften               | Tallinn             | 17.                 | Hochsprung          | 2,10 m              |
| 2018                | Europameisterschaften                   | Berlin              | 10.                 | Hochsprung          | 2,19 m              |
| 2021                | Olympische Sommerspiele                 | Tokio               | 23.                 | Hochsprung          | 2,21 m              |
| 2022                | Hallenweltmeisterschaften               | Belgrad             | 2.                  | Hochsprung          | 2,31 m              |
| 2022                | Weltmeisterschaften                     | Eugene              | 22.                 | Hochsprung          | 2,21 m              |
| 2023                | Halleneuropameisterschaften             | Istanbul            | 7.                  | Hochsprung          | 2,15 m              |

## Persönliche Bestleistungen
Freiluft
- Hochsprung: 2,33 m, 8. Mai 2021, Lausanne, (Schweizer Rekord)

Halle
- Hochsprung: 2,31 m, 20. März 2022, Belgrad, (Schweizer Rekord)